# ستيف كارتر (لاعب كرة قاعدة)
ستيف كارتر (بالإنجليزية: Steve Carter)‏ هو لاعب كرة قاعدة أمريكي، ولد في 3 ديسمبر 1964 في شارلوتسفيل في الولايات المتحدة.

## وصلات خارجية
- ستيف كارتر على موقعبيزبول رفرنس.كوم (الدوري الرئيسي) (الإنجليزية)